# Долічек
Міський стадіон «Долічек» (чеськ. Městský stadion Ďolíček) — футбольний стадіон у Празі, Чехія, домашня арена ФК «Богеміанс 1905».
Стадіон побудований протягом 1930–1932 років та відкритий 27 березня 1932 року як «Даннерув». У 1971, 2003 та 2007 роках реконструйований. Місткість становить 5 000 глядачів.